# Giuseppe Spataro
Giuseppe Spataro (Vasto, 12 giugno 1897 – Roma, 30 gennaio 1979) è stato un politico e dirigente d'azienda italiano.

## Biografia

### Inizi in politica
Quando si trasferì a Roma per studiare Giurisprudenza entrò nella Federazione Universitaria Cattolica Italiana (FUCI), di cui fu presidente dal 1920 al 1922. Impegnato in politica già da giovane, aderì al Partito Popolare Italiano di don Luigi Sturzo, di cui fu vicesegretario nazionale. Durante la dittatura fascista svolse un'importante opera di preparazione alla riorganizzazione democratica del Paese, tenendo insieme le file dell'ormai disciolto Partito Popolare e di alcuni ambienti antifascisti organizzando riunioni clandestine nella sua abitazione romana in via Cola di Rienzo 217. Partecipò al Comitato di Liberazione Nazionale (CLN) centrale insieme a Giovanni Gronchi e Alcide De Gasperi e contribuì in maniera rilevante alla fondazione della Democrazia Cristiana e alla riorganizzazione del quotidiano il Popolo.

### Nella Resistenza romana
In qualità di delegato della DC presso la giunta militare del CLN, sin dalla fine del 1943 Spataro, preoccupato dalle azioni dei partigiani comunisti dei Gruppi di Azione Patriottica (GAP), «manifesta[va] in ogni occasione la necessità di osservare cautela per non provocare le rappresaglie».
In seguito contestò l'attentato di via Rasella effettuato dai GAP il 23 marzo 1944, al quale il giorno successivo i tedeschi risposero commettendo per rappresaglia l'eccidio delle Fosse Ardeatine. Nella riunione della giunta militare del CLN, tenutasi il 26 marzo, Spataro non solo si oppose all'emanazione di un comunicato di rivendicazione proposta da Giorgio Amendola, rappresentante del PCI e ideatore dell'azione partigiana, ma gli contrappose una mozione con cui al contrario chiedeva un comunicato di dissociazione. Poiché la giunta deliberava solo all'unanimità, non fu approvata nessuna delle due mozioni e i comunisti rivendicarono l'attentato autonomamente su l'Unità del 30 marzo. Spataro omise ogni riferimento alla vicenda nel suo libro sull'attività della DC nella Resistenza e, interrogato sulla questione, preferì non rispondere.
Secondo le memorie del gappista Rosario Bentivegna, protagonista dell'azione del 23 marzo, l'atteggiamento tenuto da Spataro determinò l'annullamento di un analogo attacco partigiano programmato per il 28 marzo.

### Attività politica dal dopoguerra

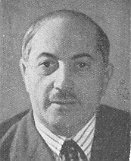
Spataro nel 1948

Dopo la guerra rivestì importanti incarichi di governo: fu sottosegretario alla presidenza del consiglio, Ministro delle poste, Ministro della marina mercantile, Ministro dei lavori pubblici, Ministro dell'interno e Ministro dei trasporti. Dal 1946 al 1951 fu inoltre presidente della Radio Audizioni Italiane. 
Nel 1960 fu ministro degli Interni del Governo Tambroni ed in tale veste autorizzò il congresso del Movimento Sociale Italiano a Genova, da cui derivò una forte protesta popolare. Da non dimenticare la sua opera culturale, essendo stato per molti anni presidente dell'Istituto Luigi Sturzo.

### Autonomia del Molise
Anche se ufficialmente non ebbe un ruolo chiave nel ruolo della autodeterminazione molisana, suo nipote allora Deputato della Democrazia Cristiana Giacomo Sedati, fu aiutato dallo zio nell'opera di convincimento sia nazionale che locale per portare a compimento la tanto agognata Autonomia Regionale per il Molise.

## Scritti
- Direttive e propositi della Radio italiana, Roma, Stab. tip. U.E.S.I.S.A., 1947.
- La radio italiana dalla liberazione ad oggi. Dalla relazione al comitato consultivo per la determinazione delle direttive di massima culturali, educative ed artistiche, Torino, SET, 1947.
- Per lo sviluppo del credito in Abruzzo, discorso pronunciato a Pescara il 3 luglio 1955, Pescara, tip. Artigianelli, 1955.
- I democratici cristiani dalla dittatura alla Repubblica, Milano, Mondadori, 1968.

## Intitolazioni
- La città natale del Vasto gli ha intitolato uno slargo con monumento in piazza del Popolo.
- Esiste nel comune di Gissi (Chieti) un istituto tecnico commerciale per programmatori intitolato alla persona di Giuseppe Spataro, progettato (1975-84) dall'architetto Carlo Enrico De Simone.

## Riconoscimenti
- Targa Coerenza della Fondazione Adone Zoli nel 1976